# 马丁·史密斯
马丁·史密斯（英語：Martin Smith，1958年1月10日—），英国男子游泳运动员。他曾代表英国参加1976年和1980年夏季奥林匹克运动会游泳比赛，其中1980年奥运会获得一枚铜牌。